# Artystone trysibia
Artystone trysibia är en kräftdjursart som beskrevs av Schioedte 1866. Artystone trysibia ingår i släktet Artystone och familjen Cymothoidae. Inga underarter finns listade i Catalogue of Life.

## Bildgalleri

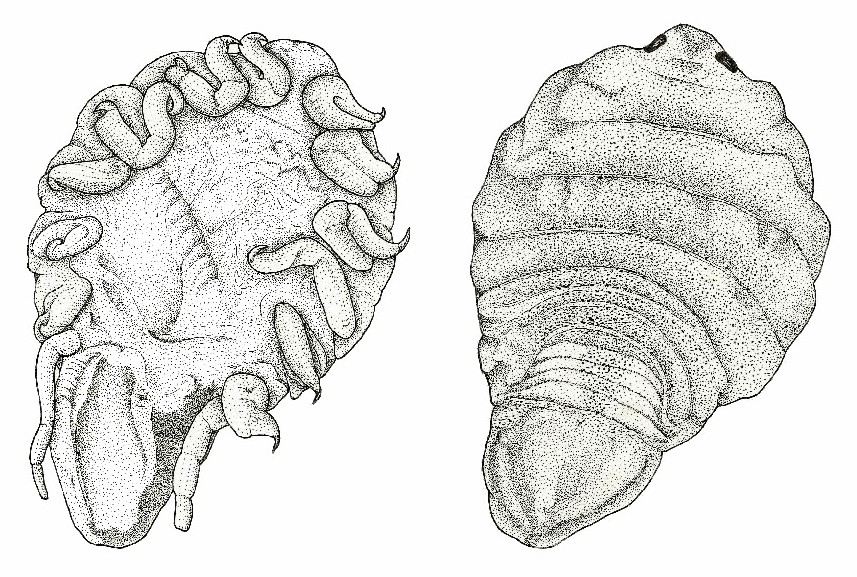
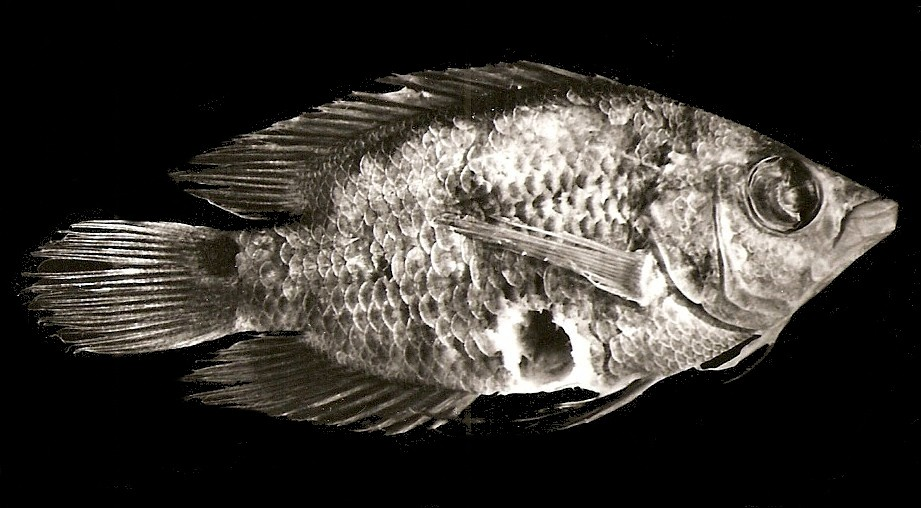